# Ровненский 166-й пехотный полк
166-й пехотный Ровненский полк — воинская часть Русской императорской армии.
Старшинство: с 19 мая 1877 года.
Полковой праздник: 22 июля.
166-й пехотный Ровненский полк не имел ни нагрудных знаков, ни жетонов.

## История
19 мая 1877 года Киевский местный батальон переформирован в четырёх-батальонный Киевский местный полк.
10 октября 1878 года из 2-го батальона Киевского местного полка сформирован 42-й резервный пехотный батальон (кадровый).
26 марта 1880 пожаловано знамя.
25 марта 1891 года назван 167-м пехотным резервным Ровненским полком.
1 апреля 1891 года переформирован в двух-батальонный состав.
22 мая 1891 года вошёл в состав 42-й резервной пехотной бригады.
1 января 1898 года переформирован в четырёх-батальонный состав и назван 166-м пехотным Ровненским полком (42-я пехотная дивизия).
Принимал участие в Первой мировой войне. В частности, в октябре 1915 г. участвовал в контрударе на р. Щара.

## Командиры полка
- 31.10.1899 — 13.11.1902 — Буславский, Иван Данилович, полковник;
- 25.11.1902 — 04.12.1906 — барон фон Бер, Сергей Эрнестович, полковник;
- 13.12.1906 — 18.10.1908 — Данилов, Юрий Никифорович, полковник;
- 30.10.1908 — 15.09.1910 — Добророльский, Сергей Константинович, полковник;
- 27.10.1910 — 10.11.1914 — Нащокин, Сергей Александрович, полковник;
- 10.11.1914 — хх.хх.1915 — Бредов, Николай Эмильевич, полковник;
- 20.04.1915 — 13.01.1916 — Сапожников, Николай Павлович, полковник;
- 20.01.1916 — 30.06.1916 — Сыртланов, Равиль Шах-Айдарович, полковник